# Johann Georg Hauer
Johann Georg Hauer (* 8. November 1853 in Sieding; † 9. November 1905 in Wien) war ein österreichischer Mundartdichter.

## Leben
Johann Georg Hauer wurde als Kind einer Bauernfamilie geboren. Seine Eltern waren Maria und Simon Hauer. Nach Besuch der Volksschule in Sieding und anschließend des Gymnasiums in Wr. Neustadt war er für kurze Zeit Novize im Stift Heiligenkreuz. Danach begann er an der Universität Wien ein Studium der Klassischen Philologie. 
An der Hochschule erlernte er außerdem zahlreiche Fremdsprachen. In einer ihn betreffenden Dienstbeschreibung aus dem Jahre 1878 heißt es unter anderem: „Spricht und schreibt deutsch sehr gut, latein und griechisch korrekt und geläufig, französisch, italienisch und englisch …!“
Er absolvierte damals als Einjährig-Freiwilliger den Militärdienst, machte den Feldzug in Bosnien und Herzegowina mit und versah dann Dienst im Reichs-Kriegsministerium in Wien. Im Jahr 1889 trat er in den Dienst des Ministeriums für Kultur und Unterricht. Ein Jahr später heiratete er im Alter von 34 Jahren. Er nahm 1888 das Hochschulstudium wieder auf. Am 15. Februar 1890 promovierte er zum Doktor der Philosophie. Im Jahr 1902 wurde er zum Bibliothekar der Statistischen Zentralkommission ernannt. Hauer verstarb am 9. November 1905. Er wurde auf dem Friedhof in Mauer bestattet.

## Dichtung
Johann Georg Hauer betätigte sich nebenbei auch als Mundartdichter. Sein erstes Werk – Edelweiß genannt – erschien bereits 1885. 
1899 brachte er sein erstes Bühnenstück Der Pfeifer von Sieding, eine Bauerntragödie in fünf Akten, heraus, das 116 Seiten umfasste und in der Presse positiv rezensiert wurde. 1901 erschien das Volksstück Herrisch und Bäurisch.
Im Laufe der Zeit schrieb er noch achte weitere, unveröffentlichte Bühnenstücke, durchwegs Bauernkomödien und Volksstücke. Ihre Titel lauteten: ’s Bodern sei’ Goass, s’Landfieber, Der Köhlerthomerl, Der Erbneid, Der Almhof, Johannistrieb, Der Raubschütz und Der versetzte Herrgott. Ob diese aufgeführt wurden und ob die Manuskripte noch erhalten sind, ist nicht bekannt.